# Jan Školník
Jan Školník (* 16. dubna 1973 Praha) je český podnikatel a filantrop, ředitel firmy Hobra – Školník a spoluzakladatel Agentury pro rozvoj Broumovska. V rámci filantropických aktivit se dále věnuje umění, vědě a rozvoji občanské společnosti.

## Biografie
V roce 1997 koupil v Broumově se svým otcem firmu HOBRA – Školník, s. r. o. zabývající se výrobou filtračních médií, zařízení a žárovzdorných izolací, kterou v roce 1998 společně začali řídit. Z důvodu náročnosti dojíždění z Prahy, kde v té době žil, se do Broumova po roce přestěhoval.
V roce 2004 založil se svou manželkou Marcelou neziskovou organizaci Agentura pro rozvoj Broumovska, jejímž cílem je oživovat broumovský region a dle slov Jana školníka „vrátit v myslích lidí Broumovsko na mapu ČR". Nejvýznamnějším počinem, který se v rámci činnosti Agentury podařilo zrealizovat, je rekonstrukce kláštera Broumov.
K 6.8.2020 byl statutárním orgánem společností HOBRA - Školník s.r.o., Hotel Orlík TNM s.r.o., Adršpašské hotely s.r.o., Zámeček Janovičky s.r.o., Městský hotel Broumov s.r.o., Klášter Broumov servisní s.r.o., IKF Broumovsko s.r.o., Sýrárna Broumov s.r.o., Školník holding s.r.o. a členem správní rady společností Naše Broumovsko o.p.s., Společnost pro destinační management Broumovska o.p.s., Za poklady Broumovska o.p.s., Strategická rada regionu Broumovsko o.p.s., Vzdělávací a kulturní centrum Broumov o.p.s. a dále i předsedou výboru Spolek Time machine Česko. 

### Ocenění
- 2006 – Cena VIA Bona za firemní dárcovství v kategorii malé a střední firmy, kterou získal s firmou HOBRA – Školník, s. r. o. za založení Agentury pro rozvoj Broumovska, významnou osobní i finanční podporu rozvoje Broumovska.[4]
- 2014 – Ocenění společensky prospěšný podnikatel roku v soutěži pořádané EY[5]
- 2017 – Cena VIA Bona Filantropie v regionech – Cena České televize, kterou se svou firmou Hobra-Školník vyhrál v rámci výročních Cen Via Bona pořádané Nadací VIA[6]
- 2020 – CSR GURU - Cena pro fyzické osoby za konkrétní přínos pro podporu šíření myšlenek a principů společenské odpovědnosti a cílů udržitelného rozvoje.